# Муллобарот
Муллобарот (тадж. Мулло Барот; до 2009 г. — Янголик, тадж. Янғолик) — деха́ (сельский населённый пункт) в Раштском районе Таджикистана. Входит в состав сельской общины (джамоата дехота) Джафр. Расстояние от села до центра района (пгт Гарм) — 17 км, до центра джамоата (село Джафр) — 3 км. Население — 1350 человек (2017 г.), таджики. Население в основном занято сельским хозяйством (животноводство и растениводство). Земли орошаются главным образом водами горных источников.
Расположен на правом берегу реки Сурхоб. Сёла ниже по течению — Хуфак, выше по течению — Джафр.